# ドライブイン鳥

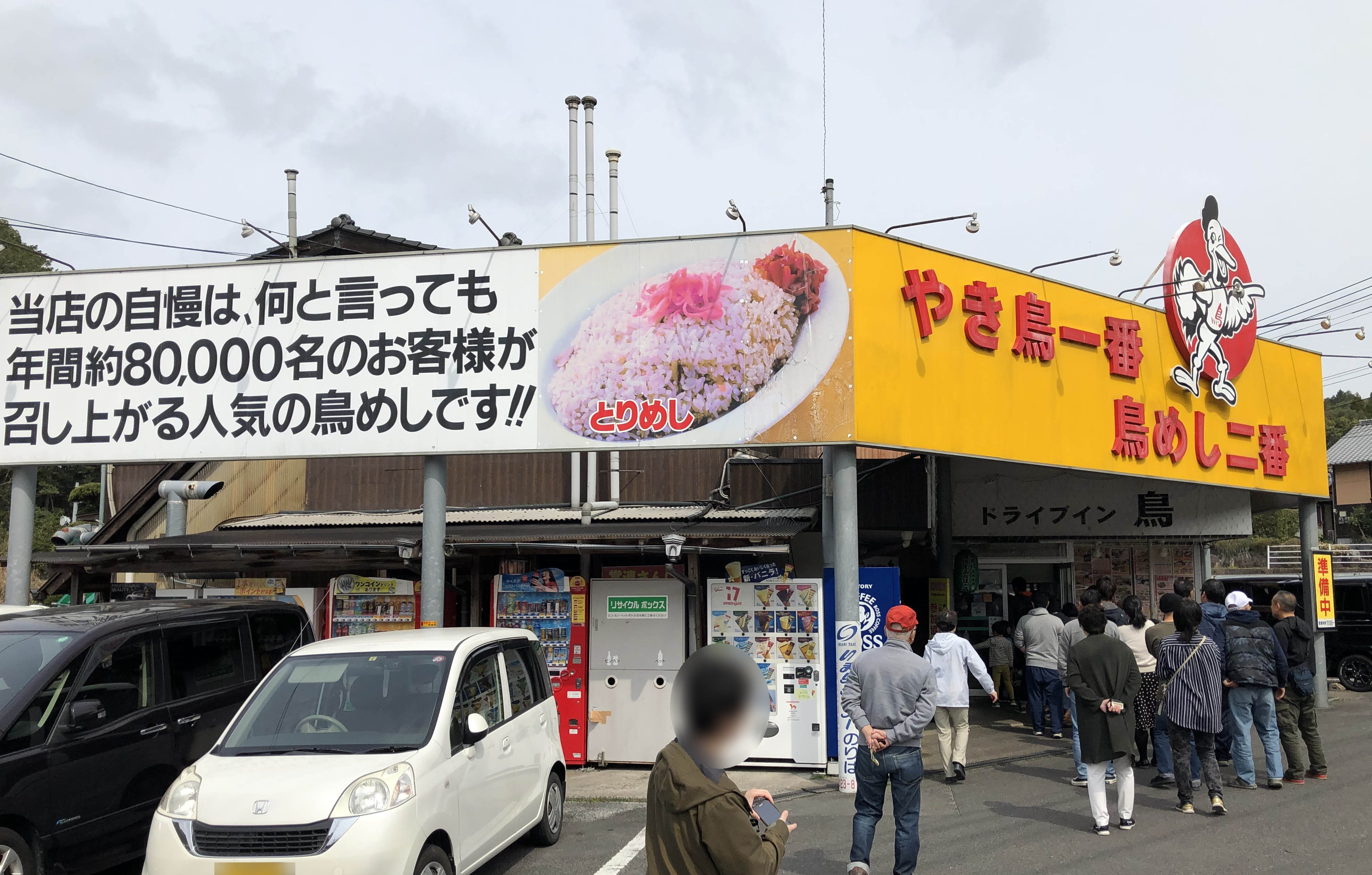
ドライブイン鳥伊万里本店（2020年）

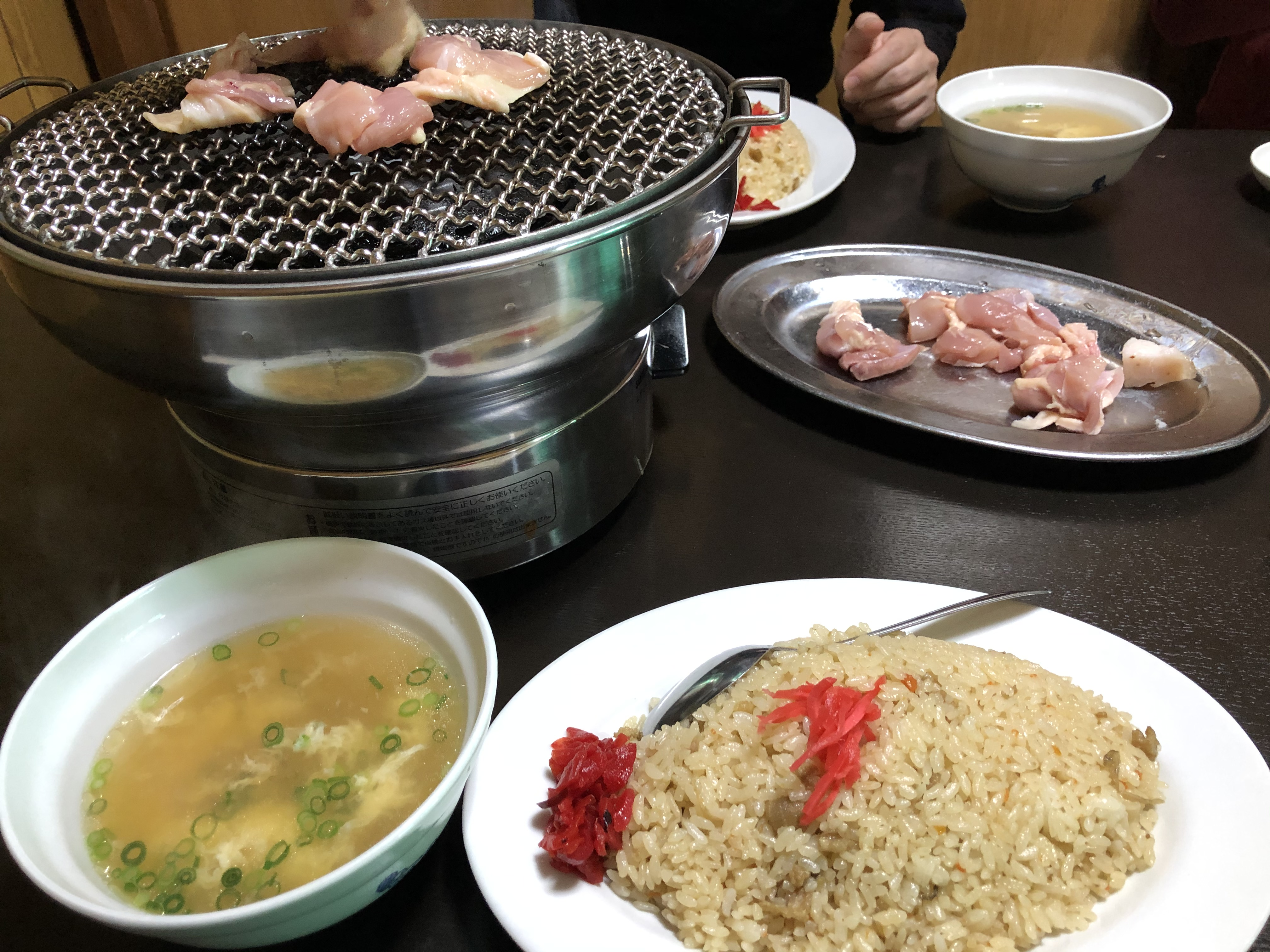
一番定食（若鶏肉、鳥めし、鳥スープのセット）

ドライブイン鳥（ドライブインとり）は、佐賀県伊万里市に本店を構える焼き鳥チェーン店。有限会社アリウラが運営している。キャッチフレーズは「やき鳥一番 鳥めし二番」。伊万里市では大きな人気があり、親しみを込めて「鳥」と呼ばれる。
佐賀県内に2店舗（伊万里市、佐賀市）、福岡県内に1店舗（糸島市）を営業している（2024年時点）。また、かつては福岡県福岡市のMARK IS 福岡ももち内にも出店していた。
創業者は長らく養鶏業に携わっていたが、1969年に伊万里市内の飲食店の店舗を譲り受けて、開業した。養鶏業で培ったノウハウを生かした鳥料理が評判となり、人気店となった。2016年に放送された『ユーリ!!! on ICE』や2018年に放送された『ゾンビランドサガ』に登場しており、アニメの聖地としても知られている。
焼肉屋のように店内の各テーブルには網焼きのコンロが設置され、そこで鳥肉を焼き、特製の秘伝のタレを付けて食べるのが基本的なスタイルとなっている。
若鶏肉、鳥めし、鳥スープがセットになった「一番定食」は平日で400食、土日で600食の注文がある。
伊万里本店は「日本一コタツ席の多い飲食店」でもあり、コタツ席が約110席ある。これは開業当初は、換気扇を使って鳥肉を焼いた際の煙を排出していたことから、冬場の防寒対策としてコタツが導入されたことによるもの。
2023年3月13日にCygames佐賀ビル1階に開店した佐賀店はゲーム開発会社Cygamesの子会社「CyFoods」が運営しており、直営店と同様のメニューに加えて佐賀店限定のメニューも提供している。
2023年には、佐賀県内のセブン-イレブンで開催された「佐賀さいこう!フェア」では、ドライブイン鳥が監修を行った「鳥めしおむすび」が販売された。